# Mary Tricas
María Rebeca Tricas Puyalto, (Huesca, 15 de abril de 1950), también conocida como Mary Tricas, es una activista rural y emprendedora social española. Además, ha desarrollado su vida profesional en el mundo de la agricultura y la ganadería, compatibilizándola con la actividad artística en los ámbitos de la cerámica y la poesía.

## Trayectoria
Nació en Huesca, vivió en Peralta de Alcofea y, desde los 17 años, vive en el pueblo monegrino de colonización San Lorenzo del Flumen, fundado en 1963. Tricas creó en octubre de 1984 la Asociación de Amas de Casa de San Lorenzo del Flumen, cuando desapareció la Sección Femenina, y se convirtió en la primera asociación de ese tipo en Los Monegros y la quinta en la provincia de Huesca.
También fue la creadora de la Asociación Cultural Cerámica Flumen Monegros y ha formado parte de la Coordinadora de Asociaciones de Mujeres de Monegros (AFAMM) y de la Federación de Asociaciones de Consumidores y Usuarios (FEACCU). Asimismo, Tricas promovió un proyecto vecinal donde la comunidad de San Lorenzo de Flumen construyó en conjunto la Ermita de Santa Águeda.

## Reconocimientos
En 2018, recibió el Premio Gabardera a la Mujer Emprendedora de Los Monegros, otorgado por la Coordinadora de Asociaciones de Mujeres de Los Monegros y el proyecto CONCILIA a través de CEDER Monegros.

## Obra
- 2017 - Poemas de una colona. Edición de la autora. ISBN 978-84-6973539-8.[3]